# بدون عدالت صلحی نیست
" بدون عدالت صلحی نیست " (به انگلیسی : no justice , no peace) یک شعار سیاسی ابداع شده در طول اعتراضات علیه خشونت های قومیتی علیه آفریقایی_آمریکایی تبار ها می‌باشد. معنای دقیق آن مورد بحث است. شعار مذکور در اوایل ۱۹۸۶ میلادی ، به دنبال قتل مایکل گریفیث توسط دسته ای از جوانان استفاده شد.